# Шонды
Шо́нды (коми Шондi) — солнце на коми-пермяцком и коми-зырянском языках. По представлениям народа коми, Шонды была самым большим огнём на небосводе по сравнению со звёздами.

## Сотворение Шонды
Шонды была создана богом-демиургом Еном при сотворении мира. Второй вариант мифа гласит, что Шонды была создана за сотворением Земли на крыше мира, куда Ен после отправился жить. Третий вариант мифа повествует о том, что Шонды появилась довольно поздно уже после создания земли и людей, которые сеяли хлеб.
Шонды противопоставляется Месяцу (коми Тӧлысь) во всех трёх вариантах появления его на небосводе. Месяц (коми Тӧлысь), который создаётся богом-антагонистом Омолем, появляется после сотворения Шонды. Во втором варианте мифа говорится, что во время борьбы за пригретое место у верхушки мира Омоль отдирает часть Шонды и превращает его в Луну. В третьем варианте люди обратились с мольбой к Ену сотворить Шонды, поскольку Луна — творение Омоля — не обогревала злаки, поэтому хлеб у них всё время замерзал.

## Символизм и родственные отношения
Шонды и Луна были также воплощением женского и мужского начал. Солярные украшения традиционно создавались для невест, например, расшитая солярными символами головная повязка для коми-зырянской невесты.
Шонды и Месяц считались близкими родственниками либо любовной парой. Их редкое соседство на небосклоне объяснялось их оплошностью, неумением найти общий язык.
В коми народных сказках можно обнаружить целую семью Солнца. Известны такие персонажи, как Шонді мам (Солнце мать), Шонді ныв (Солнце дочь), Шонді пи и, непосредственно, Шонді (Солнце). Сказочная Шонді ныв приходит из иного мира, приплывает на корабле по воде. Сюжет завязан на сватовстве дочери Солнца и земного человека, и Шонді ныв заставляли силой выйти за царя, за что та его убила. Вышла она за Ивана, который выполнял царские приказы — украл её и притащил под венец к царю. Но Шонді ныв абсолютно никак не взаимодействует с Солнцем, и та никак не реагирует на действия своей дочери. Шонді мам в одноимённой сказке прячет главного героя под пол своего дома, чтобы Солнце его не сожгло, но тем не менее, Солнце обжигает других людей. Шонді пи — пастух, который выгоняет Тӧлысь (как быка) на землю, но перед этим он должен попить заячьего молока.

## Антропологический, этногенетический и солярный миф
Шонды меняла времена года. Миф об их смене повествует о том, что не́когда зимы не существовало вообще, а Шонды никогда не уходила из Пармы — тайги. Тайга родила юношу, называть которого стали Пера. Пера первым сделал лук и стрелы, стал первым хозяином и охотником на земле. Однажды он увидел радугу, пьющую воду из реки. За разрешение Перы испить водицы радуга подняла его на небо, где он увидел нестерпимый огонь Шонды. Он решил взять уголёк и спуститься на землю, но был отброшен громом и молнией. После этого он очутился в золотых санях, запряжённых серебряным конём, а рядом с ним красивая девушка Зарань, дочь Шонды. Они полюбили друг друга, ушли в Парму, но Шонды разгневалась на это и ушла из тайги. На земле стало темно и холодно, реки и озёра превратились в лёд, всё запорошило снегом. Шонды ушла на 7 лет, у молодой четы за это время появилось 7 мальчиков и столько же девочек, прародителей всего человечества. По возвращении, Шонды слишком близко подошла к Земле. Началась страшная жара, высохли реки, растрескалась земля. Чтобы спасти своих детей, Зарань согласилась вернуться к матери. Она хотела забрать с собой и детей, но тайга Парма создала эхо, и Зарань не смогла докричаться до них и найти их — так люди остались на земле. Однако Шонды не выполнила условия и дальше выжигала Землю. Тогда Пера со своими сыновьями взобрался на самую высокую гору. Семь сыновей натянули луки и выстрелили в Шонды. Стрелы, попав в неё, оторвали её кусок, и он рассыпался на тысячи огней над тайгой. С этого времени в дремучих лесах тайги идут лесные пожары.
В коми-пермяцком фольклоре Шонды антропоморфизируется и предстаёт как божество.
Кудым-Ош встаёт на колени и простирает руки в просьбе к Шонды за тем, чтобы она указала место, где лучше поселиться его роду. В ответ Шонды ярко засияла, своими лучами указав на современный город Кудымкар

## Приметы, песни, моления
До Ильина дня лёд полагалось носить закрытым, иначе Шонды может наслать град.

Детское моление о тепле: 
«Светлая Шонды, тепло скорее принеси, скорее принеси!»
«Шонды, Шонды, иди сюда, пёстрое облако, уйди туда!»
На масленицу исполнялась песня «Круг же ведь ты круг, Шонды подобный». При исполнении этой песни на родном языке дети скатывали с горки куриные яйца либо другие круглые предметы. Также Шонды упоминалась при встрече весны и проводах зимы.